# 蒲生郷舎
蒲生 郷舎（がもう さといえ、生没年不詳）は、戦国時代から江戸時代にかけての武将。蒲生氏家臣。父は蒲生郷成。初名は坂源兵衛。

## 生涯
尾張国出身。初めは坂源兵衛と名乗った。父の郷成は坂氏出身であり、関成重・柴田勝家に仕えたのちに蒲生氏に仕官した。九州征伐で戦功を挙げ、蒲生姓と郷舎の名を賜る。主君蒲生氏郷が陸奥国会津に移封されると、郷成・郷舎父子は白石城4万石に封ぜられる。しかし、氏郷が死亡すると、後を継いだ秀行のもとで重臣間の軋轢が表面化し、合戦にまで発展する（蒲生騒動）。このため、蒲生家は東北諸大名の抑えとしての役目を果たすことができず、下野国宇都宮に減移封された。郷舎は父の郷成や兄の郷喜が残留するなか、蒲生家を出奔して浪人となり、石田三成に仕える。
関ヶ原の戦いの後、父と兄が残った蒲生家に帰参した。その後、重臣の岡重政と争いごとを起こすと父や兄とともに出奔し、藤堂高虎に仕える。
慶長18年（1613年）、蒲生秀行が死亡し忠郷が跡を継ぐと、岡重政が失脚し、郷成・郷喜・郷舎は蒲生家に呼び戻され、再度帰参する。郷成は帰参途中に死亡したため、郷喜が3万石、郷舎は三春城1万5,000石を賜る。しかし、重臣町野幸和と対立し、蒲生家から兄弟で放逐される。町野幸和の失脚後、再び兄弟は蒲生家に帰参するが、寛永蒲生騒動によって兄が幕府から蟄居を命じられ、仕置（家老）の地位にあった郷舎も主君の忠知から追放される。ただし、忠知の死によって蒲生家が改易された後、兄とともに小浜藩主の酒井忠勝に召し抱えられたとする記録もある。
関ヶ原の戦いで織田有楽を負傷させたが、その後討ち取られたという話は、同姓の別人蒲生頼郷との混同である。しかし、『葵 徳川三代』などをはじめ、旧来の説に従ったドラマ・小説が多く見受けられる。